# Comandancia política y militar de las Islas Malvinas
La Comandancia Política y Militar de las Islas Malvinas y adyacentes al Cabo de Hornos en el Mar Atlántico o simplemente conocida como la Comandancia Argentina de las Islas Malvinas fue la segunda de las entidades político-militares por vía de las cuales las Provincias Unidas del Río de la Plata (posteriormente, en 1831, la Confederación Argentina) ejercieron el control del archipiélago de las Islas Malvinas.

## Antecedentes
Preocupado por la explotación ilegal de ballenas y focas en los mares del sur, a principios de 1820 el gobierno de Buenos Aires decidió enviar a un oficial para que hiciera formal toma de posesión del archipiélago y obligara a acatar sus disposiciones administrativas concernientes a la actividad pesquera. El coronel David Jewett cumplió la orden el 6 de noviembre de ese año y siete meses después fue reemplazado por Guillermo Mason. El rioplatense Jorge Pacheco y el empresario franco-argentino, aunque nacido en Alemania, Luis Vernet solicitaron al gobierno que se les concediera una patente para establecer un asentamiento en las islas y se nombrara a un nuevo oficial a cargo. El gobierno accedió y efectuó los nombramientos otorgando las licencias pedidas. Los colonos llegaron a Puerto Soledad en febrero de 1824, sin embargo, el material del que disponían y el entrenamiento de los peones resultaron inadecuados, y la expedición decidió regresar en agosto. Se realizó un nuevo intento dos años más tarde, esta vez exitoso, formando un próspero asentamiento permanente bajo la dirección de Vernet. A principios de 1828 el gobierno de la ya entonces República Argentina amplió la concesión de los colonos.

## Historia

### Creación
Con el fin de reforzar la presencia del Estado argentino, el 10 de junio de 1829 el gobernador delegado de Buenos Aires, Martín Rodríguez, y su ministro Salvador María del Carril, por intermedio de un decreto ley crearon la Comandancia Política y Militar de las Islas Malvinas y adyacentes al Cabo de Hornos en el Mar Atlántico, con sede en la isla Soledad y con jurisdicción sobre las islas adyacentes al cabo de Hornos que dan hacia el océano Atlántico Sur. En los considerandos del decreto se afirmaba:

Cuando por la gloriosa revolución de 25 de mayo de 1810 se separaron estas provincias de la dominación de la Métropoli, la España tenía una posesión material de las Islas Malvinas y de todas las demás que rodean el cabo de Hornos, incluso las que se conoce bajo la denominación de Tierra del Fuego, hallándose justificada aquella posesión por el derecho de primer ocupante, por el consentimiento de las principales potencias marítimas de Europa, y por la adyacencia de estas islas al continente que formaba el Virreinato de Buenos Aires, de cuyo gobierno dependían.

Por esta razón habiendo entrado el Gobierno de la República en la sucesión de todos los derechos que tenía sobre estas provincias la antigua Métropoli y de que gozaban sus virreyes ha seguido ejerciendo actos de dominio en dichas islas, sus puertos y costas; a pesar de que las circunstancias no han permitido hasta ahora dar a aquella parte del territorio de la República la atención y cuidados que su importancia exige.

Pero siendo necesario no demorar por más tiempo las medidas que puedan poner a cubierto los derechos de la República haciéndole al mismo tiempo gozar de las ventajas que pueden dar los productos de aquellas islas y asegurando la protección debida a su población, el Gobierno ha acordado y decreta:

Artículo 1°: Las islas Malvinas y las adyacentes al Cabo de Hornos en el mar Atlántico serán regidas por un comandante político y militar nombrado inmediatamente por el Gobierno de la República.

Artículo 2°: La residencia del comandante político y militar será en la isla de la Soledad y en ella se establecerá una batería bajo el pabellón de la República.

Artículo 3°: El comandante político y militar hará observar por la población de dichas islas, las leyes de la República y cuidará en sus costas de la ejecución de los reglamentos sobre pesca de anfibios.
Articulo 4°: Comuníquese y publíquese.

Firmado; Martín Rodríguez, Salvador M. del Carril.

En aquella época había intención del gobierno bonaerense de crear otra comandancia en la boca oriental del estrecho de Magallanes, lo que formalmente no se concretó.
El mismo día se nombró a Luis Vernet con el título de Comandante Político y Militar, por intermedio de otro decreto:

El Gobierno de Buenos Aires, habiendo resuelto por decreto de esta fecha que las Islas Malvinas, adyacentes al Cabo de Hornos en el mar Atlántico sean regidas por un comandante político y militar y teniendo en consideración las calidades que reúne Don Luis Vernet, ha tenido a bien nombrarlo, como por el presente lo nombro, para el expresado cargo de Comandante Político y Militar de las islas Malvinas, delegando en su persona toda la autoridad y jurisdicción necesaria al efecto.

Firmado: Martín Rodríguez. Salvador M. del Carril.

Se acompañó el nombramiento con la entrega de un diploma sellado y firmado por las autoridades. 
Vernet solicitó el apoyo gubernamental para el emplazamiento de un fuerte en la Isla Soledad, que debía contar con fortificaciones y artillería defensiva adecuadas. También insistió en que se le asignara un pequeño buque de guerra para asegurar el cumplimiento de lo dispuesto en la Ley Nacional de Pesca: efectuar la cobranza de los derechos de pesca en aguas sujetas a su jurisdicción, arresto de los infractores, transporte de maderas desde el estrecho de Magallanes, enlace con los asentamientos del río Negro y con el puerto de Buenos Aires, etc. Las autoridades aceptaron las sugerencias del comandante y le otorgaron cuatro cañones, cincuenta fusiles y la munición y pertrechos correspondientes. Se le entregaron también veinte quintales de hierro, un fuelle, herramientas de herrería, carpintería, construcción y labranza. 
El 15 de julio Vernet se trasladó a las Malvinas junto con su esposa, María Sáez, y sus hijos Emilio, Luisa y Sofía. Viajaron con él 15 colonos ingleses y 23 alemanes, incluidas sus familias. Llevó además personal de servicio y peones en el que los rioplatenses (afroamericanos, gauchos e indígenas) eran mayoría. Al jurar la bandera y tomar posesión de su cargo, el 30 de agosto, leyó una proclama acompañada con las tradicionales veintiún salvas de cañón: 

Domingo 30 de agosto de 1829

El comandante político y militar nombrado por el Superior Gobierno de Buenos Aires, en conformidad con el decreto de 10 de junio que acabo de haceros público, ha elegido este día aniversario de Santa Rosa de Lima, patrona de la América, y para ejercer de nuevo un acto formal de dominio que tiene la república de Buenos Aires sobre estas Islas Malvinas, las de Tierra del Fuego y sus adyacentes y demás territorios desde donde acaba el de la comandancia de Patagones, hasta el Cabo de Hornos; y al efecto ha enarbolado en este día el pabellón de la República saludándolo en la mejor forma que permite el naciente estado de esta población.

El comandante espera que cada uno de los habitantes dará en todo tiempo de subordinación a las leyes, viviendo como hermanos en unión y armonía a fin de que con el incremento de población que se espera y que el Superior Gobierno ha prometido fomentar y proteger nazca en su territorio austral una población que haga honor a la República cuyo dominio reconocemos ¡Viva la patria!

### Desarrollo y progreso
El nuevo comandante procedió a mejorar el asentamiento de Puerto Soledad, al que rebautizó como Puerto Luis. Agregó diez viviendas, para el cirujano, el almacén y el despensero, entre otros; y algunas más modestas para los peones. Implementó políticas para desarrollar la economía: promovió la exportación de cueros y carne salada; auspició la inmigración, nombrando agentes en el extranjero para que reclutasen colonos; cartografió el archipiélago; dividió las islas en once secciones, cada una a cargo de un funcionario de contralor independiente; parceló y distribuyó las tierras entre los colonos, etc. Vernet sellaba la documentación con un timbre que decía "Armas de la Patria. Comandancia de Malvinas y adyacentes".
Una de las actividades económicas centrales fue la de la producción ganadera, generalmente a cargo de los gauchos e indígenas, que aprovechaba el ganado vacuno cimarrón que vagaba por la isla Soledad desde los tiempos del primer colono, Louis Antoine de Bougainville. Otras actividades primordiales eran las de la pesca de merluza y la caza de focas y lobos marinos, ambas en las aguas jurisdiccionales de la comandancia, tanto en Malvinas como en la isla de los Estados; y la del saladero que aseguraba la conservación de la mercadería exportada.
Los productos de las islas tenían como principal mercado a Buenos Aires: se exportaba carne salada, pescado en salmuera, sebo, cueros de lobos marinos y ganado vacuno, pieles de conejo, etc. La comandancia tenía asignadas algunas naves de transporte, comandadas por el asistente de Vernet, Matthew Brisbane, Emilio Vernet y otros.
El capitán Robert Fitz Roy fue huésped de la comandancia, algunos de sus comentarios dejan entrever cómo el continuo progreso material de la colonia había permitido alcanzar cierto grado de refinamiento en medio de la inhóspita geografía: 

El gobernador Luis Vernet me recibió con cordialidad. Está muy bien informado y habla varios idiomas. Su casa es larga y baja de un solo piso y paredes muy gruesas de piedra. Encontré allí una buena biblioteca de obras españolas, alemanas e inglesas. Durante la comida se sostuvo animada conversación en la que tomaban parte Mr. Vernet, su esposa, Mr. Brisbane y otros; por la noche hubo música y baile. En la habitación había un gran piano; la señora de Vernet, una bonaerense, nos dejó oír su excelente voz que sonaba un poco extraña en las Falklands, donde solo esperábamos encontrar algunos loberos.

Su reporte al gobierno británico sobre el éxito alcanzado por el asentamiento sería fundamental en la renovación del interés del Reino Unido por las riquezas del archipiélago.
La población estable aumentó rápidamente, y superó el centenar de individuos. Cuando arribaban naves loberas y pesqueras contratadas por la comandancia, el número se elevaba a tres centenares. En 1830 nacieron los primeros seres humanos del archipiélago, entre ellos la cuarta hija de Vernet, el 5 de febrero, a la que se llamó Malvina.
Las proyecciones del negocio eran óptimas, y Vernet comenzó a planear la organización concreta de la proyectada comandancia sobre el estrecho de Magallanes. Envió a Brisbane en el buque Unicorn para lograr la cooperación de los indígenas tehuelches del extremo meridional del continente. Estableció contacto con una cacique a la que se llamaba Reina María y la invitó a pasar dos semanas en las islas Malvinas. La mujer aceptó la invitación y la propuesta de bendecir la segunda comandancia; Vernet declaró un feriado en homenaje a la líder indígena. Los desastrosos acontecimientos de los meses siguientes impidieron la concreción del proyecto.

### Aumento del interés de Londres
Para esa época, en algunos círculos empresariales y militares del Reino Unido había comenzado a gestarse un renovado interés en el aprovechamiento económico de los territorios atlánticos meridionales en general y del archipiélago de Malvinas en particular. 
El 12 de abril de 1829 el oficial de marina W. Langton, tras una breve visita a las islas, sugirió por escrito al parlamentario Potter MacQueen la conveniencia de asentar una colonia en el archipiélago para reabastecimiento de las naves que daban la vuelta al cabo de Hornos. Según el Almirantazgo Británico, tal acción conseguiría varias ventajas adicionales, como la de facilitar la actividad de pesqueros, balleneros y foqueros, controlar la piratería y abrir el camino a Australia.
En julio de ese año un financista de apellido Beckington envió una carta al primer ministro británico Arthur Wellesley, en la que solicitaba que el gobierno estableciera una colonia en las islas Malvinas. En una nota al crecientemente influyente Robert Peel, considera de fundamental importancia que Londres se apoderase: 

(...) de un puesto solitario en la parte más meridional de los territorios que en Sud América pertenecían a España (sic) y que bordean el Atlántico, región no habitada por españoles.

En su nota agregaba: 

(...) las jóvenes repúblicas no tenían ningún poder para impedir dicha ocupación.

El Gobierno británico utilizó el nombramiento de Vernet como excusa para actuar, y el 19 de noviembre de 1831 envió una protesta al ministro de relaciones exteriores Tomás Guido. En dicho escrito el Reino Unido argumentaba que la evacuación de 1774 no había invalidado sus derechos al archipiélago, y acusaba al gobierno de Buenos Aires de haber avanzado sobre su soberanía. Con ese acto, el Reino Unido desconocía todos los antecedentes por los cuales había renunciado al territorio:
- La Paz de Utrecht de 1712-1714, por la que se comprometía a no interferir en los dominios españoles de América Central y del Sur y sus aguas y territorios circundantes, y por lo tanto abandonaba cualquier reclamo de hipotéticos derechos.[9]
- El Tratado de Sevilla del 9 de noviembre de 1729 que reafirmaba la vigencia de lo dispuesto en Utrecht.[10][11]
- La Paz de Aquisgrán de 1748, que volvía a confirmar lo acordado en materia territorial por el texto de Utrecht.
- La Declaración de Masserano de 1771, firmada por sus más altas autoridades, en la que España confirmaba expresamente sus títulos de soberanía sobre el archipiélago.[12]
- El Tratado de San Lorenzo de 1790 en el que reconocía explícitamente la soberanía española sobre las Malvinas y renunciaba a todo intento de comerciar y formar colonias en sus mares.[13]
- La continua e inobjetada ocupación española del archipiélago desde 1767 hasta 1811, que contrastaba con el breve asentamiento británico, abandonado en 1774 posiblemente debido a un acuerdo secreto con España, según admite buena parte de la historiografía británica coetánea y actual.[14][15]
- La toma de posesión formal de las islas en 1820 por parte del Estado argentino bajo el marco legal del uti possidetis iure, cuya noticia fue publicada en Europa y en los Estados Unidos;[16][17] y el nombramiento sucesivo de tres comandantes militares rioplatenses con el objeto de asegurar la sumisión efectiva del territorio,[18] hechos por los cuales nunca emitió reserva ni queja, ni al reconocer oficialmente en 1823 a la nueva nación[19] ni al firmar en 1825 el Tratado de Amistad, Comercio y Navegación con las Provincias Unidas.[20][21]

### Incidente pesquero
La conservación de los recursos pesqueros y balleneros fue un eje central en la actividad de las nuevas autoridades malvinenses. Debido a la alarmante depredación de que eran objeto, una de las primeras medidas de Vernet fue prohibir la caza de focas. Se trataba del cumplimiento del mandato explícito que Buenos Aires le había encomendado mediante letra del decreto de fundación precitado. También era parte de un plan general para organizar la defensa del litoral bajo su jurisdicción. La cantidad de barcos en potencial infracción era muy numerosa y la enorme extensión de la línea costera dificultaba mucho la tarea de control. A cada embarcación de la que se tuviera noticia la comandancia le hacía llegar una circular donde se informaba: 

(...) a todos los capitanes de los buques ocupados en la pesquera en cualquier parte de la costa perteneciente a su jurisdicción les ha de inducir a desistir, pues la resistencia los expondrá a ser presa legal de cualquier buque de guerra perteneciente a la República de Buenos Ayres; o de cualquier otro buque que en concepto de infrascripto se preste para armar, haciendo uso de su autoridad para ejecutar las leyes de la República. El suscripto también previene contra la práctica de matar ganado en la isla del Este (...)

Poco tiempo después de instrumentarse esta política un empresario estadounidense afectado por las leyes argentinas elevó una queja ante el gobierno de Washington. El secretario de Estado Martin Van Buren envió una nota al cónsul de ese país en Buenos Aires, John M. Forbes. En el escrito y sin dar fundamento alguno, Van Buren afirmaba que las Provincias Unidas "ciertamente no podían deducir un título firme a las islas" e instruía a Forbes para que presentara una protesta. La muerte de Forbes en junio le impidió efectivizar la orden de su superior.
Algunos meses más tarde las autoridades malvinenses actuaron sobre tres goletas pesqueras y foqueras estadounidenses: la Harriet (capitaneada por Gilbert Davidson), la Breakwater (capitaneada por Daniel Careu) y la Superior (capitaneada por Stephen Congar) que venían operando en el área desde hacía varios meses y que habían desoído todos los avisos y advertencias de la comandancia. Tras ser apresadas y decomisadas, sus oficiales fueron arrestados y acusados de contravenir la nueva normativa emanada del Estado argentino.
En medio de la actividad de arrestos y relevos de guardias, el Breakwater consiguió escapar y dio aviso en Estados Unidos de lo acontecido. Vernet decidió liberar al Superior luego de que su capitán aceptara por escrito la validez de la soberanía argentina, su derecho de regular la actividad pesquera y se comprometiera a presentarse en Puerto Luis luego de un plazo prudencial para someterse a juicio. Vernet envió al Harriet a Buenos Aires junto con los documentos probatorios necesarios para el debido juicio. El mismo Vernet y su familia acompañaron el envío, que arribó a Buenos Aires el 19 de noviembre de 1831.
Debido al fallecimiento de Forbes, por propia voluntad y sin que mediara un nombramiento de Washington había asumido la función el hasta entonces encargado de negocios, George W. Slacum. Se trataba de un diplomático inepto: en opinión de Goebel, era "un individuo carente en absoluto de experiencia diplomática y tan falto de tacto como de buen juicio." El mismo Forbes tenía un muy mal concepto de Slacum y se había quejado repetidas veces a Van Buren sobre la incapacidad e inaceptable comportamiento de su subordinado.
Informado por el capitán Davidson, el 21 de noviembre Slacum presentó una queja al gobierno argentino por la captura y detención de los barcos norteamericanos, y calificó las acciones de las autoridades rioplatenses como actos de piratería. 
El ministro de relaciones exteriores de las Provincias Unidas, Tomás Manuel de Anchorena, le replicó que el incidente estaba siendo estudiado por el Ministerio de Guerra y Marina y que el estado argentino no reconocía la incumbencia de un autoproclamado cónsul sin nombramiento legal para tratar asuntos de tal naturaleza.
En una nota posterior Slacum adujo el derecho del pueblo estadounidense de pescar donde le diera gana, y desconoció los pactos preexistentes entre España y el Reino Unido, entre otras naciones europeas, por el control exclusivo de la pesca en el Atlántico Sur.
Gran parte de los historiadores adjudican a la impericia, agresividad e incapacidad negociadora de Slacum la rápida escalada de las hostilidades, que llevaron un incidente pesquero menor a la suspensión por once años de las relaciones diplomáticas entre el Plata y los Estados Unidos, y a la apropiación británica del archipiélago de las Malvinas y territorios circundantes.
Slacum tomó contacto con Silas Duncan, capitán de la corbeta de guerra USS Lexington, estacionada en el puerto de Buenos Aires en misión del escuadrón del Atlántico Sur con sede en São Paulo, Brasil. Luego, en lo que Goebel califica como el pico de la indiscreción y desmesura, entregó al gobierno argentino un ultimátum: si el Harriet y su capitán no eran liberados inmediatamente, ordenaría a la nave estadounidense ejecutar una represalia sobre las instalaciones argentinas en las islas Malvinas. Por su parte el capitán del buque, pasando por alto los usos y costumbres del decoro y de la diplomacia habitual, instó a la "rendición inmediata de Vernet para [que fuera] enjuiciado como ladrón y pirata".
El Reino Unido vio en la situación la oportunidad de allanar el camino a sus ambiciones sobre el territorio insular. En una reunión concertada con Woodbine Parish y Henry S. Fox, embajador y cónsul británico respectivamente, éstos aseguraron a Slacum que Argentina no tenía derechos sobre el archipiélago, a cuya soberanía Su Majestad "no había renunciado". Varios autores ven en las circunstancias de esta reunión, en la correspondencia con las respectivas metrópolis y en los hechos subsiguientes la formación de un arreglo entre los dos países angloparlantes para alcanzar una situación que satisficiera las ambiciones de ambos, aunque no existe evidencia de una coordinación en las altas esferas. También hay pruebas de que Slacum estaba al tanto de la manipulación de la que era objeto y de sus propias intenciones de impedir que el Reino Unido obtuviera la posesión del archipiélago.
Esto dio a Slacum el argumento de aspecto legal que necesitaba; rehusándose a aceptar la validez del decreto de nombramiento de Vernet, sugirió a sus superiores "aumentar inmediatamente nuestras fuerzas navales en este Río [de la Plata]", y ordenó a Duncan que procediera con lo previsto y los hechos se aceleraron.
Anchorena le respondió a Slacum que tales decisiones estaban fuera de sus atribuciones como cónsul y que protestaría y haría valer los derechos soberanos argentinos en caso de eventuales perjuicios al personal e instalaciones malvinenses. Ignorando las advertencias del gobierno de Buenos Aires, el 9 de diciembre de 1831 la Lexington zarpó rumbo a las Malvinas.

### Ataque estadounidense
El 27 de diciembre de 1831 a medianoche la Lexington arribó a la bahía de la Anunciación y al día siguiente, enarbolando bandera francesa a fin de no dar alarma —una estratagema de origen filibustero— la nave estadounidense llegó a Puerto Luis. Aprovechando la distracción en tierra, Duncan apresó a la goleta Águila y a Matthew Brisbane, que lideraba la comandancia en ausencia de Vernet y había abordado la corbeta en visita de cortesía oficial. Desembarcó un grupo de soldados que destruyó el asentamiento, ocupó los edificios principales, saqueó el almacén, robó los cueros, inutilizó las fortificaciones y defensas de artillería, quemó la pólvora y tomó prisioneros a quienes fueron considerados como captores de los navíos estadounidenses. El 21 de enero de 1832 como última medida previa a abandonar las islas, Duncan las declaró unilateral e inconsultamente res nullius.
Al momento del ataque, la colonia de Puerto Luis contaba con unos 124 habitantes: 30 negros, 34 porteños, 28 rioplatenses angloparlantes y 7 alemanes, a los que se le sumaba una guarnición de aproximadamente 25 hombres.
Removidas sus autoridades y dañadas sus instalaciones, el archipiélago quedó en estado de anarquía: los presos del penal deambulaban libremente, y los piratas atracaban impunemente en sus fondeaderos.[cita requerida]
El 8 de febrero el buque estadounidense arribó al puerto de Montevideo con siete de los prisioneros engrillados, entre los que se encontraba el propio Brisbane. Duncan escribió a Buenos Aires comentando lo realizado en Malvinas y supeditando la liberación de los cautivos a que el gobierno argentino asegurara que éstos habían actuado bajo sus órdenes. El nuevo ministro de relaciones exteriores, Manuel J. García, respondió asegurando que habían cumplido las instrucciones del comandante Vernet, nombrado legalmente por el gobierno argentino, y que por consiguiente sólo podían ser juzgados por las Provincias Unidas. Duncan liberó a los prisioneros allí mismo.
En Buenos Aires se produjo una indignación generalizada: el diario porteño La Gaceta Mercantil calificó el atentado de "infracción al derecho de gentes" y "ultraje al pabellón argentino". El gobierno se negó a mantener cualquier tipo de contacto con Slacum, y exigió a los Estados Unidos su reemplazo inmediato.
Versión argentina: Duncan parece haber tenido dudas sobre la legalidad de sus actos: a pesar de que envió reportes a sus superiores antes y después de su ataque, no describió su accionar en la bitácora de a bordo. En realidad y sin saberlo había contravenido órdenes directas del presidente Andrew Jackson y del Departamento de Marina, que luego de analizar la situación habían decidido evitar la confrontación, accediendo al pedido de reemplazar a Slacum. Jackson había despachado entonces a Francis Baylies junto con la chalupa de segunda USS Warren con instrucciones de investigar lo actuado por Vernet y, en caso de determinar su eventual ilegalidad, evitar cualquier acción bélica.
Versión británica: el presidente Andrew Jackson alabó al capitán Duncan por sus acciones – Levi Woodbury, el secretario de la Armada Estadounidense le escribió a Duncan: “… el presidente de los Estados Unidos aprueba el curso que usted siguió, y se encuentra muy satisfecho con la prontitud, la firmeza y la eficiencia de sus medidas “cita (Woodbury a Duncan, 4 de abril de 1832, en US National Archives, Washington D. C., Naval Record Group 45,
M147, microfilm 18; cita que también se reproduce en el webzine de USS Duncan, www.ussduncan.org/silasbio).
Sin embargo el cónsul era sólo uno de los engranajes de una política exterior que, orquestada por el presidente Jackson, reemplazaba con acciones armadas —generalmente navales— los lazos de cooperación que sus antecesores habían procurado establecer con las nuevas naciones sudamericanas. Goebel critica lo que llama: 

(...) la tradición de la diplomacia del insulto hacia Sudamérica iniciada por su administración... Más que ninguna otra persona, fue, quizás, Jackson responsable de sustituir por una atmósfera de sospecha e inquina los sentimientos previos de amistad y buena voluntad fomentada por el gobierno estadounidense.

En efecto, la visión predominante en la administración Jackson, proveniente de un sistema de valores generalizado en los Estados Unidos de la época, mantenía que los argentinos eran bárbaros ignorantes y corruptos incapaces de mantener la observación de la ley y mucho menos de honrar los principios del Estado de Derecho.
Duncan envió a Washington un reporte que en su redacción parecía cumplimentar lo extipulado por las directivas de protección a la actividad pesquera emanadas del Departamento de Marina. Tras la lectura del informe, Jackson retomó su discurso belicista y apoyó la acción de Duncan, afirmando: 

Bajo las circunstancias detalladas en su carta, el presidente de los Estados Unidos aprueba su curso de acción y está muy gratificado por la prontitud, firmeza y eficiencia de sus medidas.

En su mensaje anual al congreso de los Estados Unidos repitió sus elogios al marino, calificó la captura argentina del Harriet como piratería, e instó a preparar una expedición naval a fin de proteger los intereses estadounidenses en el Atlántico Sur.
Entretanto Baylies llegó a Buenos Aires para reemplazar a Slacum. Tenía instrucciones del secretario de Estado, Edward Livingston, de continuar la estrategia de su predecesor de ignorar la validez del decreto de nombramiento del comandante político y militar de Malvinas: argumentaría erróneamente que el texto nunca había sido publicado. Además haría hincapié en el hecho de que los buques estadounidenses habían mantenido actividad en la zona por los últimos cincuenta años, e intentaría negociar la firma de un acuerdo por el que las Provincias Unidas asegurarían a Washington un permiso para continuar con la actividad pesquera. 
No obstante, al enterarse del accionar de la Lexington Livingston envió nuevas instrucciones para que Baylies endureciera su postura y apoyara al capitán Duncan en todo lo actuado. La actitud monolítica de la diplomacia norteamericana y la agresividad del nuevo cónsul se hicieron evidentes enseguida: una de las primeras gestiones de Baylies fue presionar al ministro Manuel Vicente Maza para que admitiera que el comandante Vernet no era más que un pirata.
Maza contestó el 25 de junio, asegurándole a Baylies que sus cargos contra Vernet debían ser tratados con especial consideración y cuidado, y que el gobierno argentino, como parte de la investigación en curso, había solicitado al comandante una respuesta ante los cargos del consulado estadounidense. Como resultado, Vernet había comenzado la redacción de un largo reporte de su manejo de la cuestión de las pesqueras estadounidenses.
Rehusándose a esperar dicho reporte, el cónsul respondió el 26 de junio que no aceptaría ninguna explicación de lo acontecido, pues Estados Unidos no sólo refutaba el derecho de Vernet a capturar y detener la propiedad de estadounidenses, sino que también negaba la autoridad misma del gobierno de Buenos Aires sobre esas tierras. El 4 de julio recibió una carta de Fox, en la que le comunicaba —como había hecho con su antecesor— las ambiciones del Reino Unido sobre el archipiélago. Esto extremó aún más la postura de Baylies, quien envió el 10 de julio una nota a Maza en la que, repitiendo punto por punto los argumentos británicos, afirmaba que Estados Unidos no reconocía la potestad argentina sobre Malvinas.
En contraste con su correspondencia pública, en carta privada y confidencial del 24 de julio de 1832 a Livingston, el cónsul admite de plano la validez del decreto de creación de la comandancia.
Maza, aparentemente consciente de que la discusión con el enviado estadounidense era inconducente, escribió una larga carta a Livingston, fechada el 8 de agosto, en la que protestaba por los actos de Slacum y Duncan, defendía el derecho argentino a las islas y la decisión de Vernet de apresar a los infractores reincidentes. El 14 del mismo mes envió a Baylies el reporte de Vernet, adjuntándole una nota en la que reclamaba urgente y completa satisfacción or las ofensas de Slacum y Duncan, y la inmediata reparación e indemnización por sus estragos en el asentamiento argentino. Baylies devolvió a Masa el reporte, negándose a considerarlo; luego solicitó su pasaporte para dejar el país. Luego de una reunión en la que ambas partes mantuvieron sus afirmaciones, el 3 de septiembre Maza envió a Baylies el pasaporte, insistiendo en que Washington se disculpara por lo sucedido e indemnizara al Estado argentino por las pérdidas causadas.
El tácito entendimiento estadounidense y británico dio un paso adelante: mientras se preparaba para dejar Buenos Aires, Baylies se entrevistó con el ahora flamante embajador Fox, a quien le comunicó que Washington estaba dispuesto a reconocer la soberanía británica a cambio del otorgamiento de derechos de libre pesca en las aguas inmediatas. Ignorando las reservas del propio Slacum, Baylies incluso animó a Fox para que su gobierno se apoderara de las islas por la fuerza. El embajador británico lo reportó inmediatamente a sus superiores: 

Hallé que el embajador de los Estados Unidos y su gobierno estaban completamente informados y listos para reconocer los derechos soberanos de Su Majestad Británica [sobre las Islas Malvinas].

(...)

Pero es mi deber añadir (...) que los norteamericanos parecen reclamar también un derecho original para  pescar libremente sobre todas las aguas adyacentes a las Islas Malvinas; e incluso basar esta reclamación (...) en que el derecho de soberanía sobre esas islas sea atribuido interesadamente [being vested in] a la corona británica.

A instancias del mismo Vernet, el 10 de septiembre de 1832 el gobernador de Buenos Aires y encargado de las relaciones exteriores de la Confederación Argentina, Juan Manuel de Rosas nombró interinamente como comandante político y militar de las Islas Malvinas y sus adyacentes al sargento mayor de artillería Esteban José Francisco Mestivier, quien se embarcó junto con su esposa, Gertrudis Sánchez y su pequeño hijo en la goleta Sarandí, antigua nave capitana del almirante Guillermo Brown. Lo acompañaban el teniente coronel de marina José María Pinedo, el joven ayudante José Antonio Gomila y un grupo de 25 soldados, algunos con sus respectivas familias. Desembarcaron el 10 de octubre y juraron por la bandera con la tradicional salva de 21 cañonazos. Nueve días después la nave emprendió un viaje de patrullaje por las islas que incluía una visita a Tierra del Fuego. 
Cuando Baylies tomó conocimiento de este hecho, y a punto de retornar a Estados Unidos, aprovechó para profundizar su política confrontadora: calificó el nombramiento del nuevo comandante de Malvinas como un acto "ineficaz" y una "negación directa" de los reclamos británicos, y afirmó que el Reino Unido: 

(...) no podrá renunciar a un derecho de carácter tan elevado y tan bien fundado como el suyo en favor de esta insignificante nación [Argentina] para que sea utilizada con fines de piratería.

El gobierno argentino decidió emplazar a Baylies a que abandonara el territorio de las Provincias Unidas. De aquí en más y por los siguientes once años, ambas naciones no mantendrían embajadores formales ni relaciones diplomáticas oficiales.
De regreso en su tierra natal, Baylies vaticinó que: 

(...) cualquier colonia que emanare de Buenos Aires y se establezca en las Malvinas, se convertirá inevitablemente en pirata.

El 30 de noviembre se produjo una sublevación en Puerto Luis, en medio de la cual el comandante Mestivier fue asesinado por el sargento Manuel Sáenz Valiente en su propio hogar y en presencia de su esposa. Su cadáver fue arrojado en una zanja vecina. Gomila se instaló en la habitación del fallecido comandante; reinaba una anarquía total. Una nave francesa que buscaba refugio fue alertada de la situación e intentó restablecer el orden; al levar anclas, en una decisión desafortunada, el comandante francés dejó a cargo al propio Gomila. 
Cuando regresó a Malvinas, Pinedo las encontró en total estado de insubordinación. Por ser el siguiente oficial en rango, asumió el cargo de Mestivier, recompuso la cadena de mando, apresó a los rebeldes e inició las actuaciones sumarias del caso. Unos días después el orden había sido restaurado. 
La tragedia sucedida en Malvinas simplificó dramáticamente la invasión británica posterior: además de la inutilización de las defensas y fortificaciones argentinas de Puerto Luis, de la destrucción de edificios y del robo de materiales a manos de la USS Lexington, el archipiélago se hallaba en medio de un caos administrativo, sólo estaba defendido por una goleta y su escasa dotación, varios de sus soldados estaban presos y en estado de virtual insubordinación, la mayoría de los habitantes eran colonos extranjeros que habían recibido recientemente la nacionalidad argentina: gran parte de ellos era de origen británico y dudarían antes de tomar las armas en contra de su país natal.

### Invasión británica
En agosto de 1832 el primer ministro británico, lord Palmerston, por sugerencia del Almirantazgo, ordenó enviar al contraalmirante Thomas Baker, jefe de la estación naval sudamericana, la orden de apropiarse del archipiélago por la fuerza.
Baker despachó a la corbeta de quinta HMS Clio, con el  capitán John J. Onslow al mando, reforzada con la corbeta de sexta HMS Tyne:

(...) con el objeto de ejercer los derechos de soberanía sobre dichas islas [Malvinas], y de actuar allí, en consecuencia, como una posesión que pertenece a la corona de Gran Bretaña.

 Agregaba que, de encontrarse con fuerzas militares enemigas, debería considerarlas como "intrusos ilegales" y actuar por la fuerza militar.
El 20 de diciembre los buques arribaron a Puerto Egmont. El capitán Onslow tomó posesión formal y su tripulación emprendió la tarea de reparar las ruinas del fuerte, abandonado por la Corona británica 59 años atrás.
El 2 de enero de 1833 la nave, asistida por el Tyne, fondeó en Puerto Luis. Dado que el barco pertenecía a una nación amiga, Pinedo ordenó a uno de sus oficiales efectuar la visita oficial de cortesía a la nave inglesa; éste recibió con sorpresa una intimación a que se arriara la bandera argentina, se desocuparan todas las instalaciones y se librara el archipiélago de elementos vinculados a gobierno de las Provincias Unidas: 

Debo informaros que he recibido órdenes de S.E. el Comandante en Jefe de las fuerzas navales de S.M.B., estacionadas en América del Sur, para hacer efectivo el derecho de soberanía de S.M.B. sobre las Islas Malvinas.

Siendo mi intención izar mañana el pabellón de la Gran Bretaña en el territorio, os pido tengais a bien arriar el vuestro y retirar vuestras fuerzas con todos los objetos pertenecientes a vuestro gobierno.

Soy, Señor, vuestro humilde y muy obediente servidor.

J. Onslow

A.S.E. el Comandante de las Fuerzas de Buenos Aires en Puerto Louis [sic], Berkeley Sound

El artículo 9.º del Código de Honor Naval de las Provincias Unidas obligaba a Pinedo a defender el pabellón de un ataque extranjero hasta las últimas consecuencias. Sin embargo sus posibilidades de éxito eran exiguas: el buque argentino era muy inferior al británico en potencia de fuego y resistencia al daño. Carecía de tiempo y elementos para organizar una defensa eficaz. La mayoría de los hombres de los que disponía eran de origen inglés o escocés, y la reglamentación del Reino Unido contemplaba el delito de alta traición para quienes se levantaran en armas contra las autoridades imbuidas por Su Majestad. El primer oficial de la Sarandí, el teniente Elliot, era estadounidense y estaba dispuesto a dar batalla. El práctico de a bordo se negó a combatir; los ingleses, por el contrario, afirmaron estar  dispuestos. Los jóvenes grumetes, de entre 15 y 20 años de edad, aseguraron que combatirían. El resto de los hombres aceptaron acatar las órdenes de Pinedo. Éste distribuyó armas entre los 18 soldados de la desmembrada guarnición portuaria y los puso bajo órdenes de Gomila, quien hasta ese momento había estado preso por ser parte de la insurrección de noviembre.
Sin embargo la resistencia militar organizada por Pinedo fue escasa o nula: a las 9 de la mañana del día siguiente el capitán Onslow desembarcó y ordenó izar la bandera británica y arriar la argentina, que fue entregada a Pinedo para que la llevase de regreso a Buenos Aires. Pinedo transfirió su cargo de comandante al francés Juan Simon, capataz de los peones criollos. Dos días después Pinedo, sus oficiales y soldados, más un grupo de habitantes, zarparon de las islas con proa al Río de la Plata.  
En el informe a sus superiores, Onslow describe lo actuado: 

Llegué [a Puerto Luis] el 2 de enero de 1833, y encontré un destacamento bajo bandera de Buenos Aires, con veinticuatro soldados, y también una goleta nacional de guerra [la Sarandí] bajo la misma bandera. Presenté mis respetos al comandante de la goleta, quien me informó que era el comandante en tierra y mar. Le informé cortésmente el objeto de mi misión, le pedí que embarcara sus fuerzas y que arriara su bandera, ya que él estaba en una posesión que pertenecía a la corona de Gran Bretaña. Al principio él asintió, a condición de que yo pusiera lo mismo por escrito, lo que hice, meramente manifestando lo que había comunicado verbalmente, viz., que venía a estas islas a ejercer el derecho de soberanía sobre ellas, y decliné cualquier posterior comunicación escrita sobre el tema. En la misma mañana del tres, a las 5 a.m., él me visitó para pedirme que le permitiera dejar flameando la bandera de Buenos Aires en tierra hasta el sábado 5, día en que finalmente se iría llevando consigo la fuerza y a los colonos que expresaron el deseo de dejar la Isla. Le dije que su pedido era inadmisible, y que debía cosiderar que estaba en un puerto que pertenecía a Gran Bretaña. Viendo que vacilaba, y que era reacio a quitar la bandera, inmediatamente desembarqué, icé la bandera nacional, y ordené que se bajara la otra enviándola con un mensaje cortés a la goleta nacional.

Unos días más tarde también Onslow abandonó el archipiélago dejando una mínima guarnición, a cargo de un teniente de apellido Lowe, junto con los argentinos al mando de Simon. El 3 de marzo Brisbane se hizo cargo de las islas.
Al tener noticias de la llegada a puerto de la Sarandí, el almirante Guillermo Brown se presentó inmediatamente ante el gobierno para ofrecer sus servicios y expresó su repudio por la débil respuesta militar de los marinos argentinos ante el ataque británico. Se instanció prontamente un sumario para investigar lo acontecido desde la sublevación de noviembre hasta la reciente invasión británica y se instituyó un tribunal al efecto. El sargento Sáenz Valiente y seis cabecillas partícipes del asesinato de Mestivier fueron condenados al fusilamiento. Debido a su juventud e inexperiencia, Gomila obtuvo una pena leve: fue asignado "dos años con media paga en un fuerte bonaerense a su elección." Por no presentar la debida resistencia al agresor y por ende desobedecer al Código de Honor Naval, el tribunal condenó a Pinedo a la pena de muerte por seis votos contra tres; sin embargo la pena no se aplicó y fue conmutada por cuatro meses de suspensión de sus funciones, su exoneración de la marina y su traslado al ejército.

### Reacción argentina
Cuando el gobierno argentino supo de lo acontecido en las islas, el ministro de relaciones exteriores Manuel Vicente de Maza citó al representante británico, quien admitió desconocer el asunto. Maza sostuvo: 

(...) el gobierno de Buenos Aires no podía ver en [la agresión británica] sino un gratuito ejercicio del derecho del más fuerte... para humillar y rebajar a un pueblo inerme e infante.

El 17 de junio de 1833 el enviado argentino ante el gobierno del Reino Unido, Manuel Moreno, presentó una protesta formal en un largo documento escrito en inglés y en francés. La Protesta, como generalmente se conoce al texto, repite en su substancia los fundamentos ya enunciados en el decreto de nombramiento de Vernet: dado que la innegable e indiscutida soberanía española sobre las islas había cesado debido a la exitosa independencia de sus territorios americanos, las Provincias Unidas del Río de la Plata, como nueva nación independiente y reconocida por Gran Bretaña y otros estados, la había sucedido en los derechos sobre la jurisdicción de los mares del sur. Gran Bretaña, que sólo podía presentar reclamos oportunamente extintos, quedaba excluida del asunto, y no tenía ningún fundamento legal a apropiación del territorio.
La respuesta británica llegó seis meses más tarde. En carta de lord Palmerston del 8 de enero de 1834, el gobierno británico negaba la extinción de sus derechos sobre las islas, fundamentados en el restablecimiento del asentamiento de Port Egmont en 1771 por el rey de España. En el escrito Palmerston alegaba que el posterior abandono de las instalaciones en 1774 se había debido a cuestiones "de austeridad" y no de renunciamiento, como "atestiguaba" la placa de plomo oportunamente fijada por los marinos ingleses al retirarse.
El gobierno argentino calificó la respuesta de Palmerston como insatisfactoria, por lo que a través del ministro Moreno se volvió a presentar una protesta formal el 29 de diciembre, aunque esta vez no se obtuvo respuesta del Foreign Office. En los años siguientes le siguieron cinco protestas más en las que la Argentina exigía la devolución del archipiélago.
Este fue el inicio de un larguísimo patrón de argumentaciones diplomáticas entre ambas naciones que se extendería hasta la fecha actual, casi sin variaciones por el lado argentino y con al menos tres giros fundamentales por el británico. 

### Resistencia del gaucho Rivero
La nueva situación provocó un descontento generalizado, en especial entre los peones, que realizaban las tareas más duras y peor remuneradas. La falta de noticias desde Buenos Aires, la demora de una supuesta y anhelada operación argentina de recuperación del archipiélago, y los excesos de las nuevas autoridades terminaron exaltando los ánimos.
En efecto, los rioplatenses seguían recibiendo la paga por sus labores en la forma de unos vales firmados por el exgobernador Vernet, que no eran ya aceptados por la nueva autoridad de almacenes, el irlandés William Dickson: por el contrario, los trabajadores exigían que se les pagase en plata. Asimismo el capataz Simon, apoyado por Brisbane, pretendía incrementar la carga laboral de la peonada, fundamentando sus exigencias en un supuesto nuevo statu quo vigente desde la reciente invasión de la Clio. Algunos autores agregan otros motivos de discordia: puesto que debían dinero a Simon por cuestiones de juego y naipes, se les había prohibido viajar a Buenos Aires; también se les negaba el uso de caballos para desplazarse por el rudo terreno, etc. Además los extranjeros —en su mayoría ingleses más unos pocos escoceses y franceses— deseaban un rápido entendimiento con el Reino Unido, lo que se contraponía con el fervor patriótico de los criollos.
El gaucho entrerriano Antonio Rivero, de 26 años de edad y  apodado Antook por los ingleses, organizó una sublevación, logrando el apoyo de siete de los trece rioplatenses restantes (otros dos gauchos y cinco charrúas: Juan Brasido, José María Luna, Luciano Flores, Manuel Godoy, Felipe Salazar, Manuel González y Pascual Latorre).
Los rebeldes se encontraban en desventaja numérica y estaban pobremente armados con facones, boleadoras y viejos mosquetes, que contrastaban con las pistolas y fusiles con los que contaban sus oponentes. Por consiguiente decidieron actuar por sorpresa.
Aprovecharon la ausencia del teniente Lowe y sus hombres, que se habían alejado por mar en una expedición de caza de lobos marinos; el 26 de agosto de 1834, tras un breve enfrentamiento en el que fueron muertos Brisbane, Dickson, Simon y otros dos colonos: Ventura Pasos y el alemán Antonio Vehingar, los revoltosos se apoderaron de la casa de la comandancia. Sin poder comunicarse con Buenos Aires, la toma del asentamiento impidió el izado del pabellón británico durante los siguientes cinco meses. Según varios autores, los rebeldes habrían hecho flamear la bandera argentina en su lugar.
Confinaron a los colonos y sus familias (en total 17 ingleses y 6 criollos) en el islote Celebrona, en la esperanza de que las autoridades argentinas enviaran la alegada fuerza naval para recuperar las islas. El 23 de ese mes atracó en Puerto Luis la goleta HMS Hopeful seguida por dos balleneras británicas. Rehusaron a enfrentarse a los facciosos y decidieron en cambio reportar la situación a sus superiores del sector sudamericano, por lo que se retiraron. Dos meses después, el 9 de enero de 1834, la Hopeful regresó a la isla Soledad junto con la HMS Challenger, con el teniente Henry Smith a bordo. Inmediatamente izaron la bandera británica. Smith asumió al día siguiente el mando del archipiélago y ordenó la captura de los sublevados, refugiados en los cerros vecinos. Rivero y sus compañeros estaban en ese momento preparando una rudimentaria embarcación para dirigirse al continente. La persecución duró dos meses: Luna fue el primero en rendirse y fue obligado a servir de baqueano a los invasores; los rebeldes restantes, muy superados en número y armamento, optaron por retirarse al interior de la isla. En los primeros días de marzo, sabiendo que todos sus camaradas estaban presos y viéndose rodeado por dos grupos de fusileros, Rivero se entregó a los oficiales británicos.
Los rioplatenses fueron trasladados engrillados a la estación naval británica de América del Sur a bordo del HMS Beagle, que al mando de Fitz Roy realizaba su segunda visita a las islas, viaje que sería inmortalizado en la historia de la ciencia. Allí se les inició un proceso penal en la fragata de tercera HMS Spartiate. Por motivos no bien documentados el almirante inglés no se atrevió a convalidar el fallo y ordenó que Rivero y los suyos fueran liberados en Montevideo.

## Fuente
- Cisneros, Andrés,  Escudé, Carlos, et al (2000). «Historia General de las Relaciones Exteriores de la Argentina (1806 - 1989). Tomo III». Buenos Aires: Grupo Editor Latinoamericano.

## Referencia bibliográfica
- Almeida, Juan Lucio (1966). «Antonio Rivero, el gaucho de las Malvinas». Buenos Aires: Todo es Historia (20).

- Belohlavek, John M. (1985). Let the Eagle Soar: The Foreign Policy of Andrew Jackson. Lincoln: University of Nebraska Press.

- Caillet-Bois, Ricardo R. (1982). Una tierra argentina: Las Islas Malvinas. Buenos Aires: Academia Nacional de la Historia.

- Campos, Ernesto M. (1966). «La rebelión del gaucho Antonio Rivero». Muñoz Aspiri, José, Historia completa de las Malvinas. Buenos Aires: Oriente.

- Clément, Zlata Drnas de (2000). Malvinas ¿El derecho de la fuerza o la fuerza del derecho?. Córdoba: Lerner Editora.

- Destefani, Laurio H. (1982). Malvinas, Georgias y Sandwich del Sur ante el conflicto con Gran Bretaña. Buenos Aires: Edipress.

- Ferns, Harry S. (1979). Gran Bretaña y Argentina en el siglo XIX. Buenos Aires: Solar/Hachette.

- Ferrer Vieyra, Enrique (1993). Segunda Cronología Legal Anotada sobre las Islas Malvinas (Falkland Islands), Edición Ampliada. Córdoba: Biffignandi.

- Gil Munilla, Octavio (1948). Malvinas: el conflicto anglo-español de 1770. Sevilla: Escuela de Estudios Hispano-Americanos.

- Goebel, Julius (1982). The Struggle for the Falkland Islands, A Study in Legal and Diplomatic History. New Heaven: Yale University Press.

- Groussac, Paul (1982). Las Islas Malvinas. Buenos Aires: Lugar Editorial.

- Gustafson, Lowell S. (1988). The Sovereignty Dispute over the Falkland (Malvinas) Islands. New York: Oxford University Press.

- Haurie, Virginia (1996). Historias reales de la Patagonia invisible. Buenos Aires: Sudamericana.

- Hunt, Michael H. (1987). Ideology and U.S. Foreign Policy. New Heaven: Yale University Press.

- Kinney, Douglas (1989). National Interest/National Honor. The Diplomacy of the Falkland Crisis. New York: Praeger.

- Maisch, Christian J. (2000). «The Falkland/Malvinas Islands Clash of 1831-32: U.S. and British Diplomacy in the South Atlantic». Diplomatic History 24 (2).

- Manning, William R. (1932). Diplomatic Correspondence of the United States. Interamerican Affairs. 1831-1860. Argentina, Vol. I. Washington: Carnagie Endowment for International Peace.

- Metford, J. C. J. (1968). «Introduction. Falklands or Malvinas? The Background to the Dispute». Goebel, op. cit.

- Muñoz Aspiri, José (1966). Historia completa de las Malvinas. Buenos Aires: Oriente.

- National Archives Microfilm Publication (NAMP) (s/d). Reports of Clerks and Bureau Officers of the Department of State, 1790-1911, RG 59,. Washington: National Archives Microfilm Publication.

- Perl, Raphael (1983). The Falkland Islands Dispute in International Law and Politics: A Documentary Sourcebook. London: Oceana Publications.

- Rosa, José María. El gaucho Antonio Rivero (El rebelde de Malvinas).

- Tesler, Mario (1971). El gaucho Antonio Rivero. La mentira en la historiografía académica. Buenos Aires: Peña Lillo Editor.

- Tesler, Mario (1966). «La historia del gaucho Rivero». Buenos Aires: Así (11 de octubre).